# アネット・ヴァディム
アネット・ヴァディム（Annette Vadim、出生名アネッテ・スザンネ・ストロイベリ (Annette Susanne Stroyberg)、1936年12月7日 - 2005年12月12日）はデンマークの女優。最初の夫であるロジェ・ヴァディムの監督作品『危険な関係』(1959年) などに出演した。アネット・ストロイベルグと表記されることもある。

## 来歴
デンマークのフュン島に生まれる。デンマークの女優カミーラ・ソエバークは母親のいとこと親戚関係にある。1958年以前よりモデルとして活動を始める。特に有名になったのがツボルグビールの広告である。1959年公開となるロジェ・ヴァディムが監督しジェラール・フィリップとジャンヌ・モローが主演した『危険な関係』に出演、この撮影中にブリジット・バルドーと離婚したばかりのロジェ・バディムと恋に落ち、1958年6月17日に結婚した。二人の間には映画監督となるナタリー・ヴァディムが生まれた。
1960年、ヴァディムと離婚。ヴィットリオ・ガスマンと2年間同棲し、アラン・ドロン、オマル・シャリーフ、ウォーレン・ベイティとの交際を経てソルボンヌ在籍のフランス系モロッコ人と結婚、パリと北アフリカを行き来する生活を送った。この結婚の破局後、ギリシャの海運王グレゴリー・カリマノプロスと結婚して、アメリカ合衆国に移住した。1986年1月、元夫のヴァディムが『我が妻バルドー、ドヌーブ、J・フォンダ』 (Bardot, Deneuve, Fonda: My Life With The Three Most Beautiful Women in the World) という書籍を発表、アネットに関しては少なくともタイトルにある3人（バルドー、ドヌーヴ、フォンダ）と同程度のページが割かれていた。1990年代初めにカリマノプロスと破局するとヨーロッパに戻り、パリとコペンハーゲンに住んだ。コペンハーゲンではマルグレーテ女王とヘンリック王配のサークルに参加していた。アネットには3人の夫との間に各々1人ずつ、3人の子供がいた。
2005年12月12日、癌によりコペンハーゲンで死去。69歳であった。

## 主な出演作品

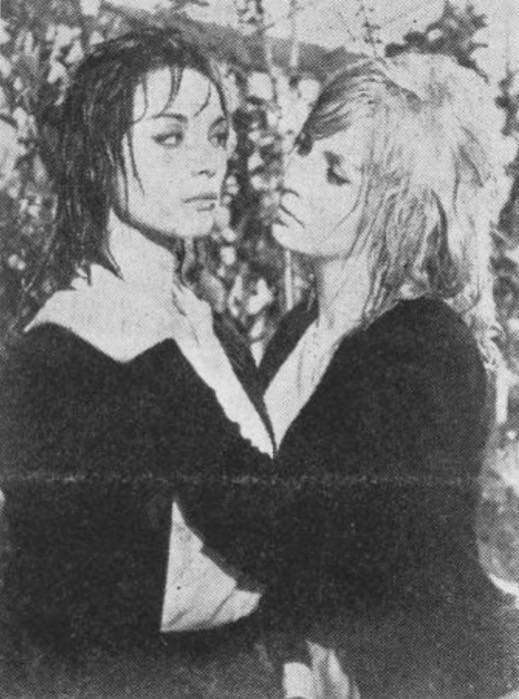
『血とバラ』（1960年）

- 1959年: 『危険な関係』 (Les Liaisons Dangereuses)
- 1960年: 『オルフェの遺言-私に何故と問い給うな-』 (Le testament d'Orphée, ou ne me demandez pas pourquoi!)（クレジットはされず）
- 1960年: 『血とバラ』 (Et mourir de plaisir)
- 1962年: 『追い越し野郎』 (Il sorpasso)（クレジットはされず）